# Nikomu ani słowa
Nikomu ani słowa (oryg. Don't Say a Word) – film fabularny koprodukcji amerykańsko-australijskiej z 2001 roku na podstawie powieści Andrew Klavana. W głównej roli wystąpił Michael Douglas.

## Obsada
- Michael Douglas jako dr Nathan R. Conrad
- Sean Bean jako Patrick Koster
- Brittany Murphy jako Elisabeth Burrows
- Skye McCole Bartusiak jako Jessie Conrad
- Guy Torry jako Dolen
- Jennifer Esposito jako detektyw Sandra Cassidy
- Shawn Doyle jako Russel Maddox
- Victor Argo jako Sydney Simon
- Conrad Goode jako Max Dunlevy
- Paul Schulze jako Jake
- Lance Reddick jako Arnie
- Famke Janssen jako Aggie Conrad
- Oliver Platt jako dr. Louis Sachs
- Aidan Devine jako Leon Edward Croft

## Opis fabuły
Michael Douglas wciela się w rolę szanowanego nowojorskiego psychiatry. Pewnego dnia nieznani porywacze pojmują jego córkę. W zamian za to oczekują by zdobył dla nich informacje od jednej ze swoich pacjentek. Jest nią pogrążona w katatonii osiemnastoletnia dziewczyna, która zdaje się skrywać mroczną tajemnicę.